# Laubach (Hann. Münden)
Laubach is een Ortschaft van de gemeente Hann. Münden, in de Landkreis Göttingen, in de deelstaat
Nedersaksen. Laubach ligt aan de Uerdinger Linie, in het traditionele Nederduitse gebied.
Laubach hoort sinds 1973 bij Hann. Münden. Het ligt 6 km ten oost-zuidoosten van de stad van die naam, aan de zuidoever van de rivier de Werra. Direct ten noorden van Laubach ligt de grote brug van de Autobahn A7 en de HSL-spoorlijn over het Werra-dal (zie Hann. Münden).
Ten zuiden van het dorp ligt een oude ringwal, die Kring genoemd wordt. Bij archeologisch onderzoek bleek dit een soort buitenpost te zijn geweest van het Romeinse kamp van rond het begin van de jaartelling, dat bij Hedemünden heeft gelegen. Op de locatie zijn ijzeren, Romeinse voorwerpen gevonden, waaronder een boei om een gevangene mee te ketenen. zie ook: Hedemünden (Romeins legerkamp).

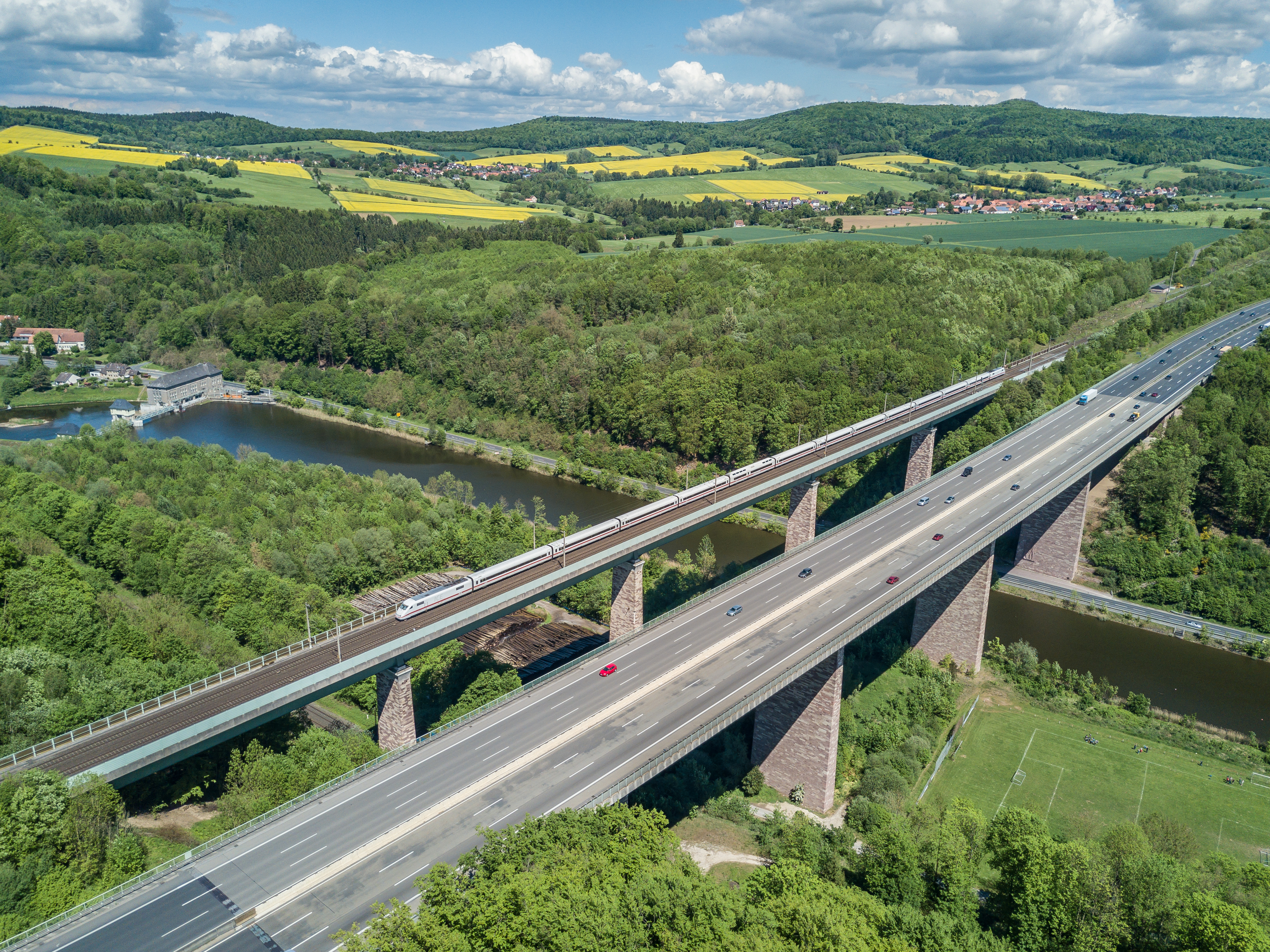
Bruggen over het Werra-dal van de A 7 en de HSL-spoorweg bij Laubach
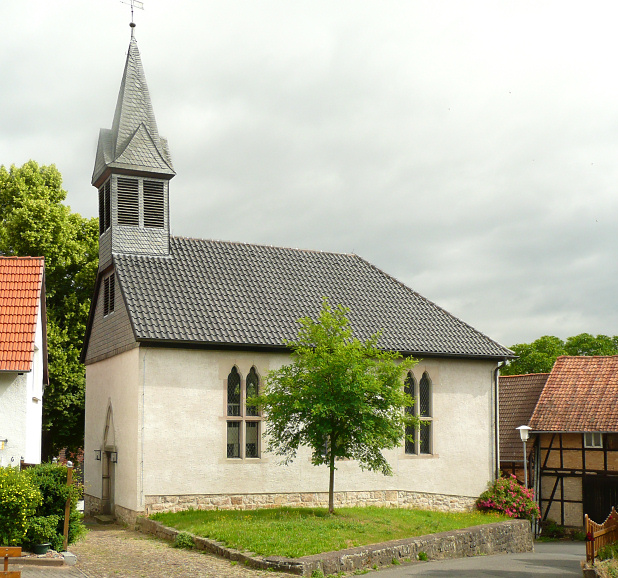
Evang.-luthers kerkje te Laubach (bouwjaar onbekend)
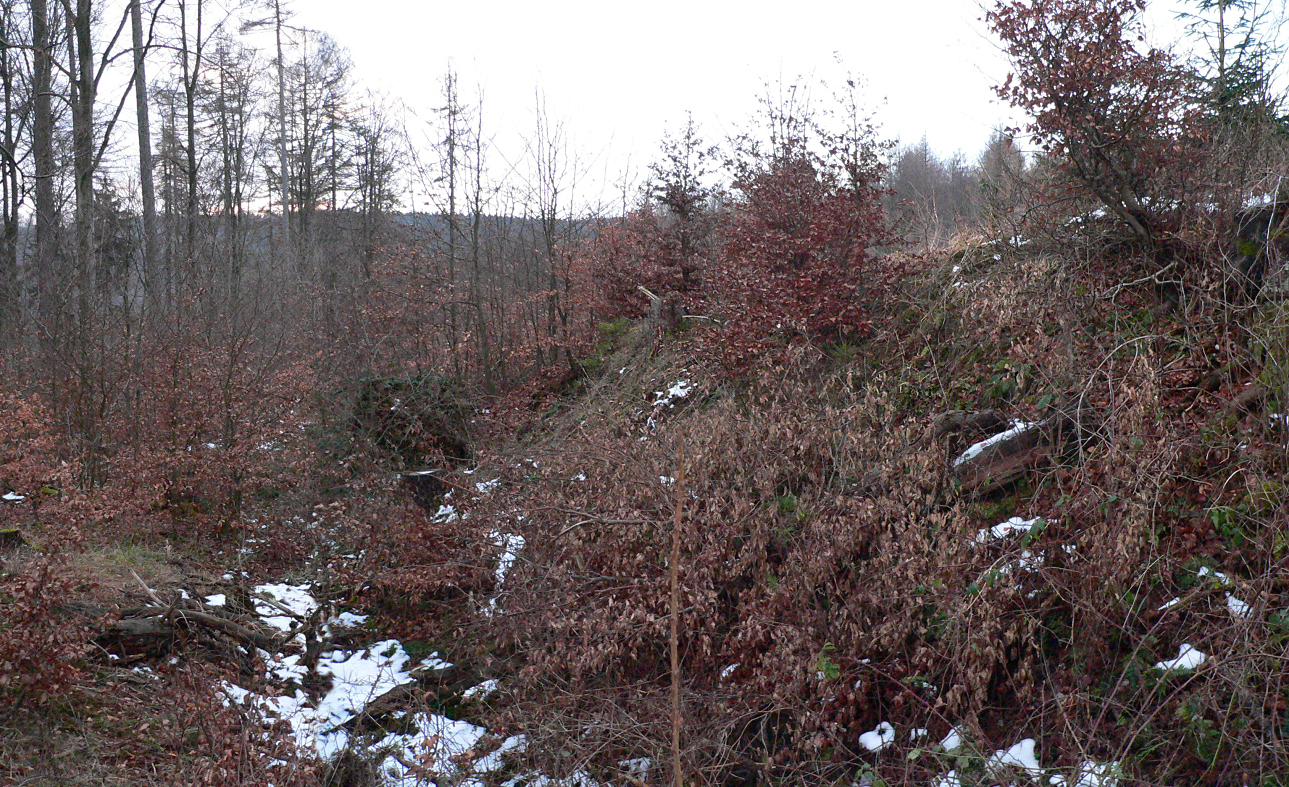
Ringwal Kring bij het dorp